# Kilomètre zéro
Kilomètre zéro è un film del 2005 diretto da Hiner Saleem.